# أيلنطون
أيلنطون هي مادة تضاد بيوكيميائي تنتجها شجرة الأيلنط الباسق والتي تمنع نمو النباتات الأخرى. وهي أيضا من الأدوية المضادة للملاريا.